# Coronis (ornament)

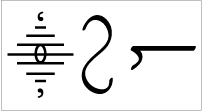
Trzy formy koronisu

W starożytnych greckich rękopisach papirusowych, coronis albo koronis (gr. κορωνίς) było używane dla wyodrębnienia sekcji w poetyckich tekstach. Termin ten w języku greckim oznaczał "zakrzywiona", "wygięta". Stosowano je też na końcu księgi, jako ozdobnik dla kolofonu. Istniało kilkanaście form coronis.
Dziewięć z nich stosowanych jest po dziś dzień i znajdują się na liście znaków interpunkcyjnych uznawanych przez Międzynarodową Organizację Normalizacyjną oraz ISO 10646. Kod UCS-4: U+2E0E
Przykłady

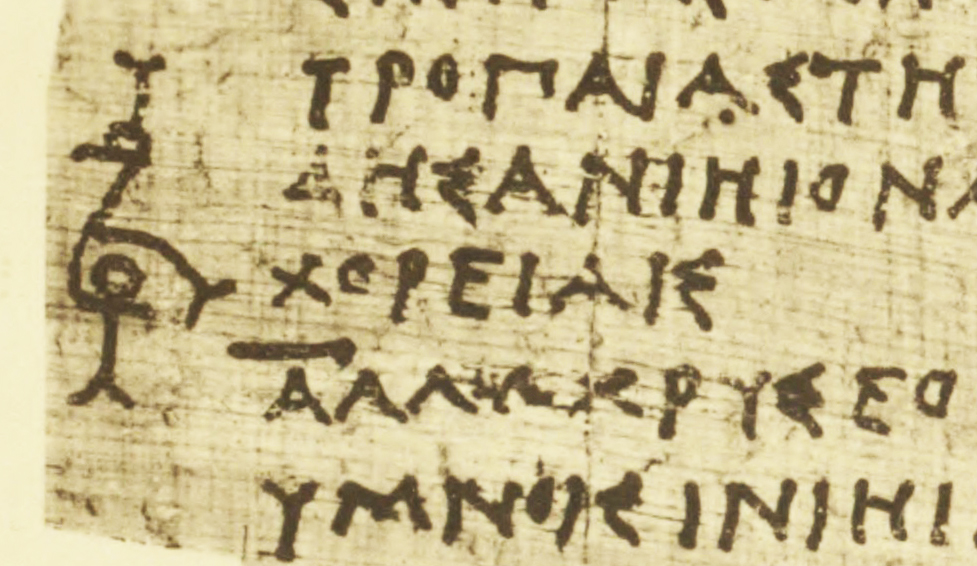
P.Berol. inv. 9875 col. v (III/IV w.).
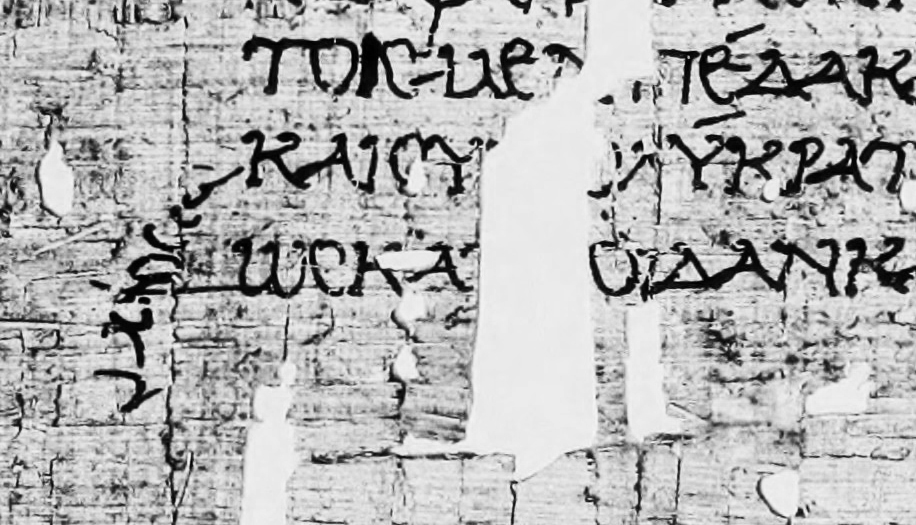
P.Oxy. XV 1790 fr. 2 + 3 col. ii (II/I p.n.e.)
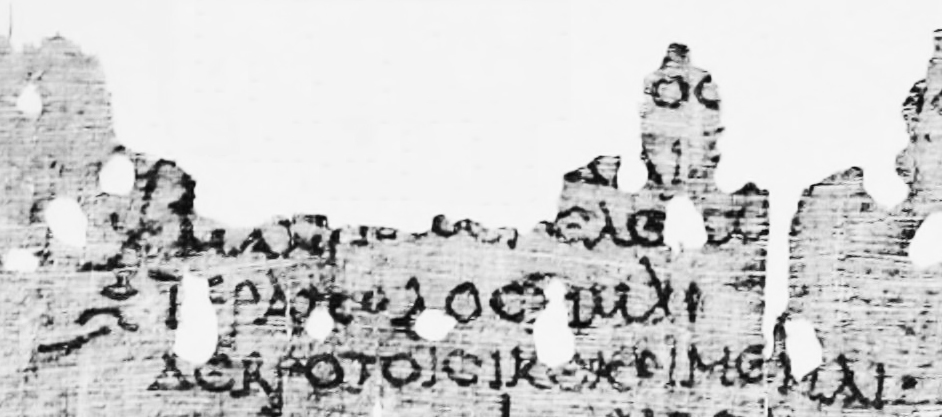
P.Oxy. IV 659 col. i (I p.n.e. – I n.e.): Pindar, Partheneia
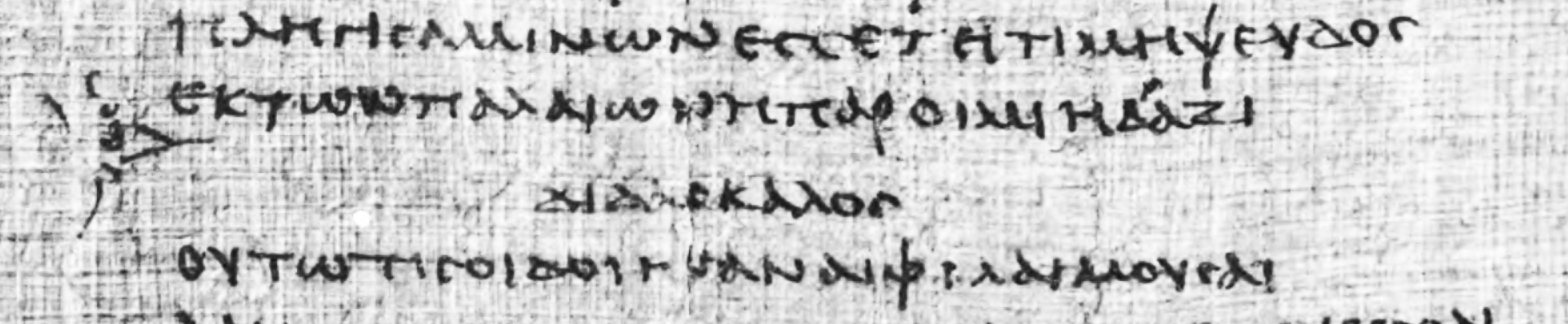
P.Lit.Lond. 96 col. xiii (I/II wiek)
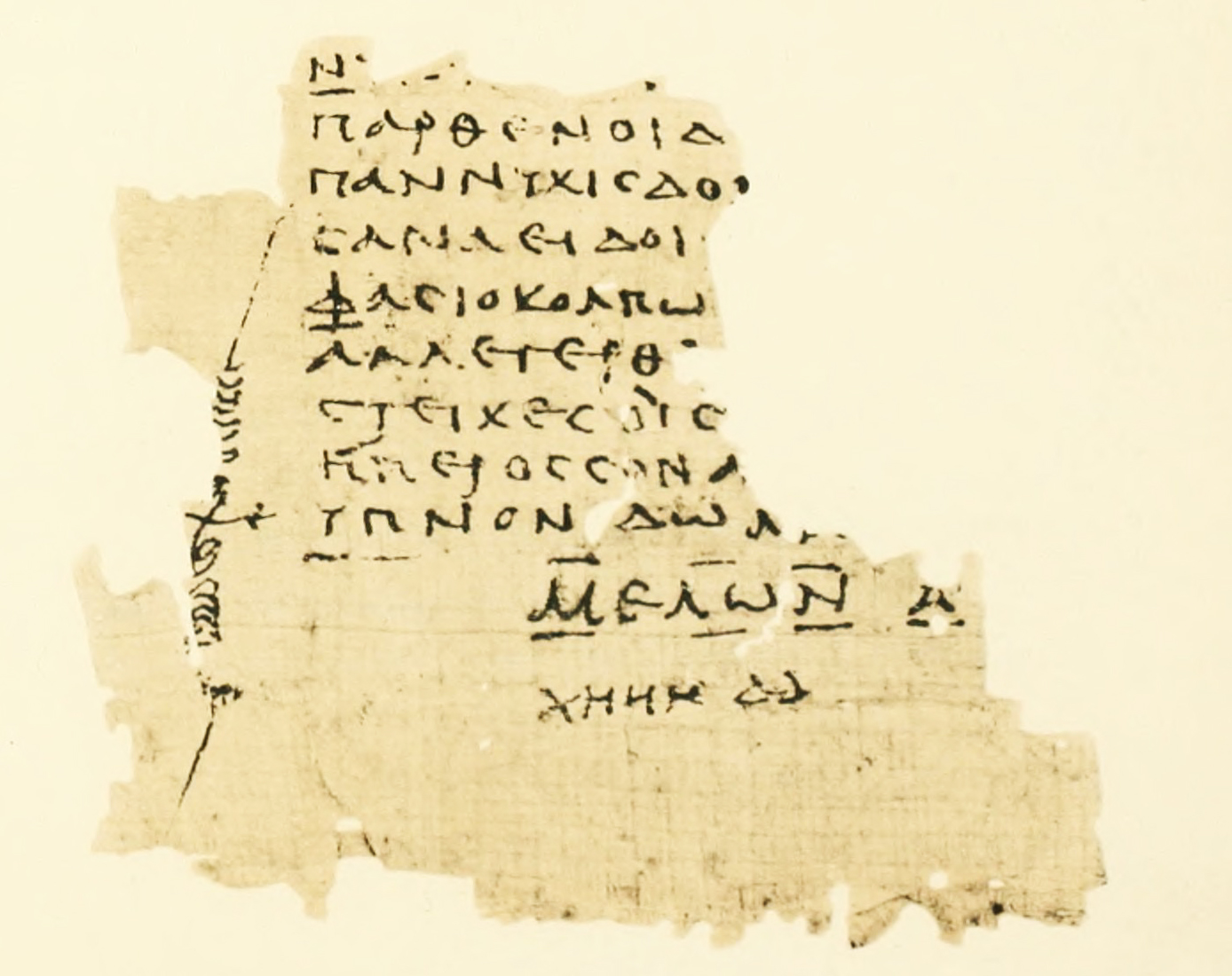
P.Oxy. X 1231 fr. 56 (II wiek)
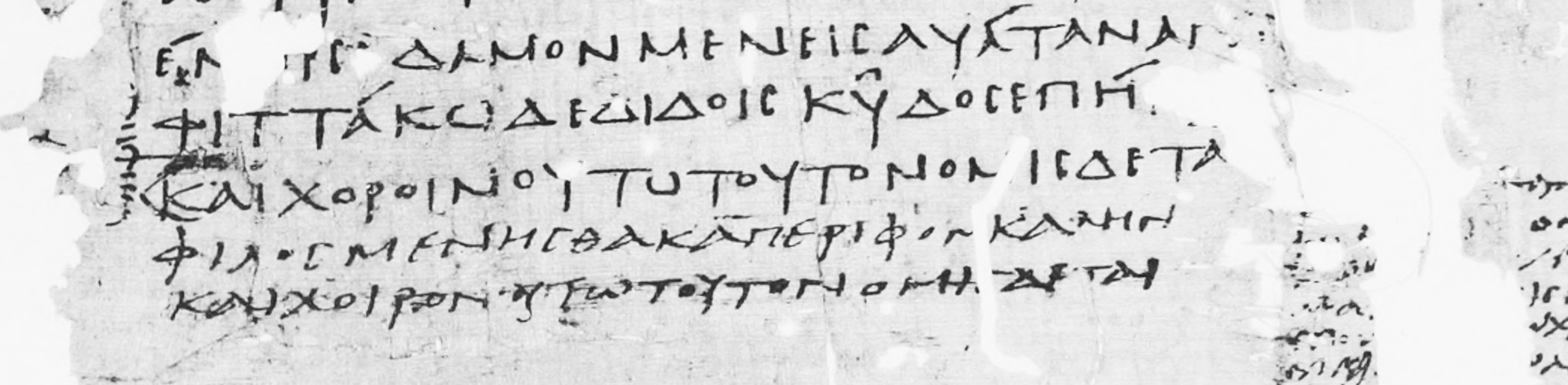
P.Oxy. X 1234 fr. 2 col. i (II wiek)